# 中華民國憲法
《中華民國憲法》是中華民國的根本法，擁有最高的法律位階。1946年（民國35年）12月25日由制憲國民大會於南京議決通過，1947年（民國36年）1月1日由國民政府公布，同年12月25日施行:8251。全文共14章、175條:8251，主要特色為彰顯三民主義與主權在民的理念，明定人民自由權利的保障，規定五權分立的中央政府體制及地方自治制度，明示中央與地方權限劃分採取均權制度，並明列基本國策等。
中華民國憲法為中華民國成立以來第3部憲制性法律，取代之前的《中华民国训政时期约法》。該憲法施行前，國共內戰全面爆發，國民大會於1948年（民國37年）制定《動員戡亂時期臨時條款》，做為戰時的憲法附屬條款；但隨著中華民國在1949年（民國38年）後因國共內戰失去對中國大陸的治權、以及有效統治區域限縮至台澎金馬，該條款的適用時間不斷被延長，致使憲政的實施有名無實。該條款至1991年（民國80年）廢止，做為配套，國民大會同時增訂《中華民國憲法增修條文》以應對當前國情，並凍結部分憲法本文，現已經過7次修訂。依照憲政現況，身為國會的立法院不能直接修改憲法條文，只能提出「憲法修正案」，經立法委員議決通過後交公民投票複決，始生效力。
中華民國憲法及其增修條文的核心價值為：民主制度、法治規範、保障自由與人權、政府機關相互制衡、婦女權益（婦女權利）、弱勢族群及少數族群、生態保護與環境保護、社會福利與社會救助、義務教育實施、農業與科技以及經濟發展。

## 制憲歷史

### 民國初年立憲

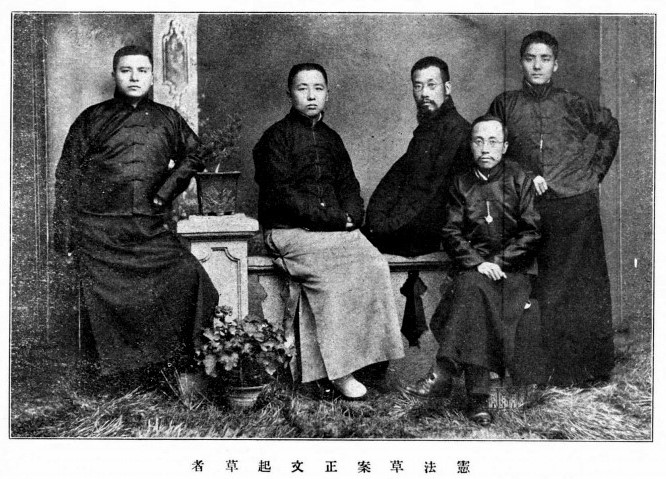
1913年天壇憲法草案起草者

辛亥革命後，中華民國於1912年1月1日在南京宣告成立。1912年3月8日，當時位於南京的中華民國臨時參議院通過《中華民國臨時約法》，又稱臨時約法、民元約法，同年3月11日，時任中華民國臨時大總統孫中山公布臨時約法的施行，將其作為國家的臨時基本法，袁世凱就任中華民國臨時大總統時生效，《中華民國臨時約法》是中國歷朝歷代首次將「主權在民」的思想寫入法規。
1913年，以臨時約法為基礎，《中華民國憲法草案》（又稱天壇憲草）由中華民國第一屆國會提出，該草案是北洋政府為制定《中華民國憲法》而起草的第一部憲法草案，基本上是《臨時約法》的增訂版，採用三權分立憲法原則，共11章，113條。當時國民黨與中華民國大總統袁世凱在制憲問題上有分歧，袁世凱提案主張擴大總統權限，以利政務統一，但國會將大總統的提案置於毋庸討論之境地。在這種情況下，袁世凱通電全國各省都督及民政長官，對《天壇憲草》表示反對，各省都督及民政長官都支持袁世凱的意見，並於1914年（民國3年）將國會解散，於5月1日公布自己的《中華民國約法》（袁記約法，當時又稱作《民國三年約法》，簡稱《民三約法》）。
1919年（民國8年）段祺瑞執政期間中華民國第二屆國會提出過一部《中華民國憲法草案》（八年草案），1923年（民國12年）曹錕任中華民國大總統期間公布一部《中華民國憲法》（曹錕憲法），1925年（民國14年）段祺瑞再次執政時又提出過一部《中華民國憲法草案》（十四年草案）。

### 訓政時期立憲
| 會議           | 時間       | 参與黨派                               | 内容结果                   |
| -------------- | ---------- | -------------------------------------- | -------------------------- |
| 憲草起草委員會 | 1936年5月  | 中國國民黨                             | 五五憲法草案               |
| 憲政期成会     | 1940年3月  | 中國國民黨、中國共產黨、民主黨派       | 期成憲草                   |
| 憲政實施協進會 | 1943年11月 | 中國國民黨、中國共產黨、民主黨派       | 對五五憲草修改意見         |
| 政治協商會議   | 1946年1月  | 中國國民黨、中國共產黨、民主黨派       | 政協憲草決議案             |
| 憲草審議委員會 | 1946年4月  | 中國國民黨、中國共產黨、民主黨派       | 政協憲草                   |
| 制憲國民大會   | 1946年12月 | 中國國民黨、中國民主社會黨、中國青年黨 | 政協憲草斟酌微改後正式憲法 |

#### 五五憲草
1928年（民國17年）國民革命軍北伐统一南北後，中國國民黨中央執行委員會常務委員會10月3日通過《訓政綱領》；1931年（民國20年）5月5日召開的國民會議通過《中華民國訓政時期約法》，6月1日開始施行。在這部約法中，三民主義作为國家基本思想和行政、立法、司法、考試、監察五權分立的國家組織方法被確定。

1936年（民國25年）5月5日，國民政府公布《中華民國憲法草案》（五五憲草）。1937年5月18日，國民政府公布《中華民國憲法草案》，凡八章147條:5427，是《中華民國憲法》的雛形，原定在預定同年召开的制憲國民大會通過，但大會因日本發動七七事變入侵华北、中国抗日战争全面爆發而延宕，未能如期召開。

#### 期成憲草
1938年（民國27年），國民參政會成立。它是國民政府在抗戰期間，為了集思廣益且團結全國力量的政治機構。在促成憲政一事的主要貢獻上，該會是於1939年（民國28年）9月，組成憲政期成會，以提出有關制定憲法的意見。1940年3月，憲政期成會，根據其所收到之各方意見，而對五五憲草依次作逐條討論，其最後亦通過名曰「中華民國憲法草案修正草案」的定稿。

1943年（民國32年），中國國民黨召開五屆十一中全會，其決議在戰爭結束後的一年內，召集國民大會，並且制定憲法。為了促進憲政政策，國防最高委員會，即設置憲政實施協進會，以司其事。該會於1946年3月，即提出其研究憲法的意見。學者荊知仁認為，該會對於五五憲草的修正意見，是對於政治協商會議後的憲法草案問題的討論上，提供一種參考。

王雲五表示，憲政期成會的組織分子，是國民參政會的全體參政員。由於該會中的中國國民黨以外的人士為數不少，因此其對於五五憲草在內容上的修改頗多。至於憲政實施協進會的組織分子，大多數是由國防最高委員會就中國國民黨的中央執行委員與中央監察委員中指定之。而該會對於五五憲草的修正意見，多屬於枝節，其對於五五憲草中的重要內容，均是給予維持。學者董保城與法治斌認為，憲政期成會與憲政實施協進會之修正意見，「均僅止於紙面文章，並未產生任何直接或具體之成果」。

#### 政協憲草

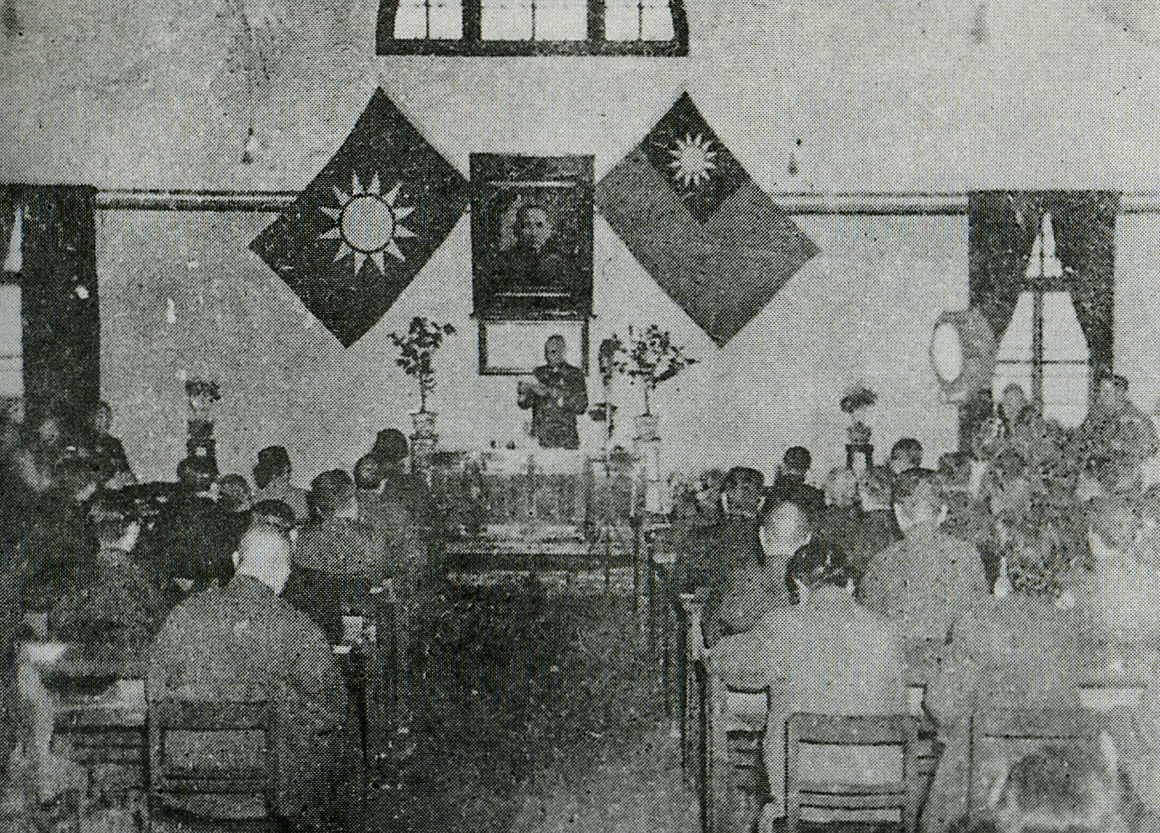
國共兩黨在1946年1月政治協商會議上達成政協憲草決議案

1945年抗日戰爭勝利後，國民政府依據《國民政府建國大綱》著手推進憲政的實施；同年10月10日，中國國民黨與中國共產黨在重慶協商並簽立「雙十協定」，確定以軍隊國家化、政治民主化、黨派平等、地方自治之途徑達到和平民主建國，儘速召開政治協商會議，商討制憲事宜。1946年（民國35年）1月10日至31日，國民黨8人、共產黨7人、民主同盟9人、青年黨5人、無黨派人士9人共38位代表在重慶召開政治協商會議，通過政府改組案、和平建國綱領案、軍事問題案、國民大會案、協定五五憲草的修改原則12項，並決定組織憲草審議委員會。政協決議案之憲法草案部分依據中国共产党建議和要求，較大幅度修改五五憲草。依照政協決議，國民大會成為無形機構，立法院直接民選產生，監察院職權擴大，且地方制度稱為聯邦體制，省得制定省憲。因政協憲草悖離孫文五權憲法理論，觸犯國民黨黨章引起國民黨内部較大反弹；隨后的國民黨六屆二中全會提議恢复五五憲草，并因此事釀成了國共之间的嚴重政治摩擦。
| 爭執議題     | 中國國民黨觀點         | 中国共产党觀點 | 最终憲法                           |
| ------------ | ---------------------- | -------------- | ---------------------------------- |
| 人權保障     | 間接保障               | 積極保障       | 積極保障                           |
| 政體         | 總統制                 | 內閣制         | 內閣制                             |
| 國民大會     | 有形國大               | 無形國大       | 職權限縮之有形國大                 |
| 國民大會職權 | 選舉、罷免、創制、複決 | 選舉、罷免     | 暫有選舉、罷免，創制、複決延後實施 |
| 行政院負責   | 對總統負責             | 對立法院負責   | 對立法院負責                       |
| 立法委員選舉 | 國民大會選舉           | 人民直選       | 人民直選                           |
| 司法行政權   | 屬於司法院             | 不屬於司法院   | 憲法未明定，但由法律規定屬司法院   |
| 監察院同意權 | 無需同意權             | 有同意權       | 有同意權                           |
| 監察委員選舉 | 國民大會選舉           | 省議會選舉     | 省議會選舉                         |
| 地方制度     | 縣自治，省聯絡中央與縣 | 聯邦省憲       | 省縣自治，中央得制定自治通則       |
| 憲法修改     | 有形國大               | 無形國大       | 職權限縮之有形國大                 |

政協會議閉幕後，依決議成立憲草審議委員會，經中國共產黨代表周恩来和中國國民黨王世推薦，民社黨的張君勱主持起草這份《中華民國憲法草案》，保留了三民主義的基本思想并貫徹政協憲草決議案内容，落實民有民治民享之民主共和國，以及內閣制之民主憲政等精神。憲草期間，中國共產黨代表與張君勱多次私下協商憲草問题，並在達成一致後再提交審議會審議。但中國共產黨因解放區獨立要求地方法官民選问题，以及行政院等問题，而對憲草審議委員會四月底的憲法草案仍持保留意见。又加上此時國共軍事衝突擴大，憲草審議工作從此未能繼續。故四月底政協憲草版本为制憲國民大會實際開始審議時之藍本。

#### 制憲國民大會

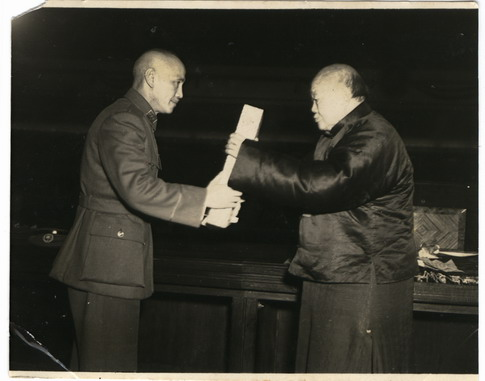
制憲國民大會主席吳稚暉將《中華民國憲法》交給國民政府主席蔣中正

1946年10月，隨著抗日戰爭的結束，國共軍事衝突擴大，且國民黨政府對於開增共產黨代表的名額數與共產黨產生分歧。
自1931年至抗戰結束，國民政府皆使用《中華民國訓政時期約法》，至1947年《中華民國憲法》實施後才自然廢止。起初，國民政府召開了國民大會，但此舉遭中國共產黨反對，更加深了雙方的衝突。11月15日，制憲國民大會在南京招開，即使中國共產黨籍的國民大會代表全員缺席，制憲國大代表仍超過法定人數。

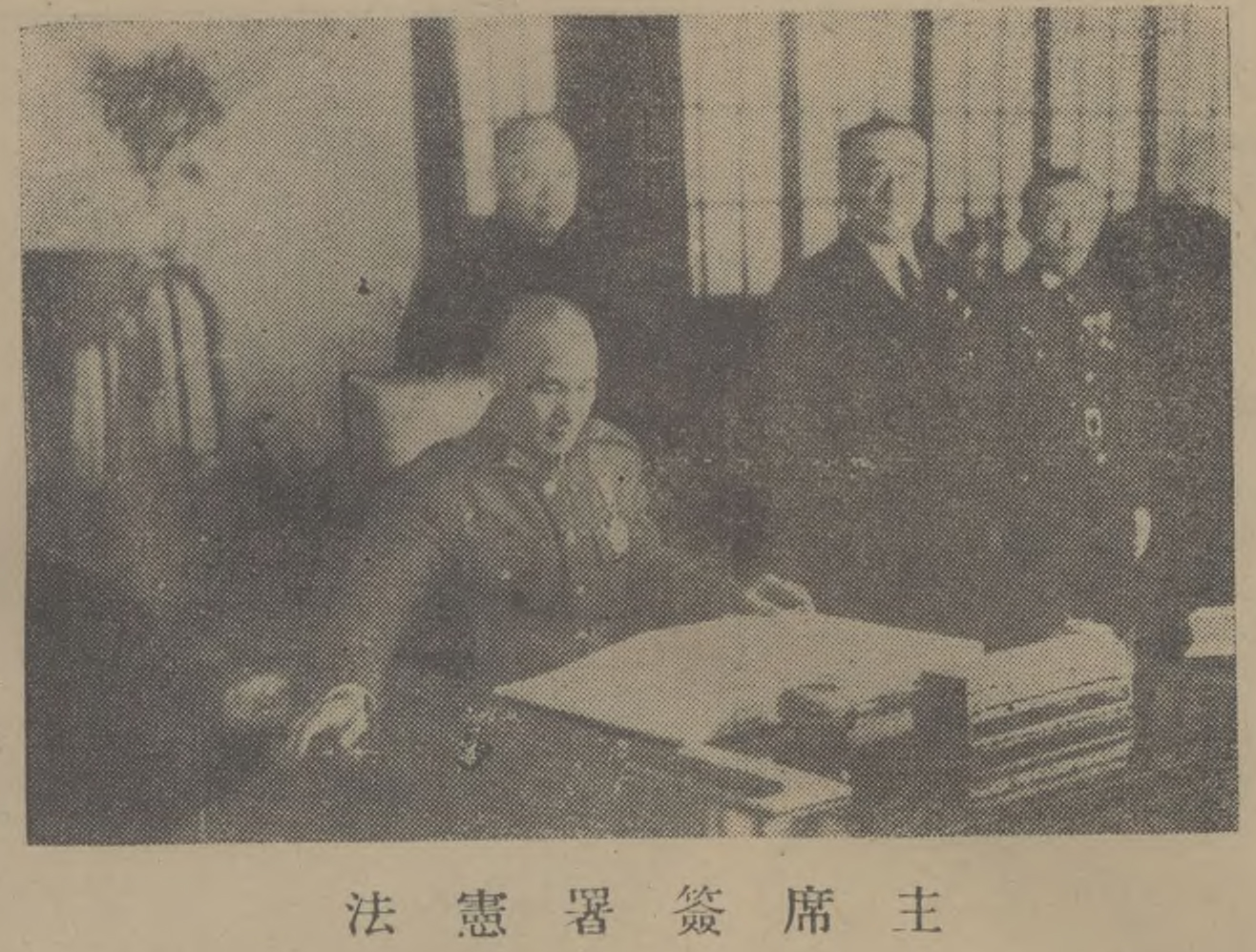
國民政府主席蔣介石簽署頒布憲法

11月28日，國民政府主席蔣中正提出《中華民國憲法草案》，該草案是基於政協憲草藍本，即1946年（民國35年）中國國民黨、中國共產黨、中國民主同盟、中國青年黨和無黨派社會賢達人士在政治協商會議和憲法草案審議委員會上制定的憲法草案。當時的大會主席團的主席為胡適。
依照程序，憲草審議要舉行三讀會。政協憲草內容和孫文五權憲法的理論有所差異，而當時與會的國民黨代表大多是信奉五權憲法，因此，在一讀會的第一個星期，就將政協憲草改回五五憲草的樣式。但此時，中國民主社會黨主席蔣勻田對於政協憲草的改變感到不滿，表示將離席抗議，國民黨蔣中正總裁只好試著說服當時支持政協憲草改向五權憲法樣式的國民黨代表，才使政協憲草的內容改回原本的模樣。
1946年（民國35年）12月25日，《中華民國憲法》經國大三讀通過，於當天閉幕式中由大會主席吳敬恆（稚暉）遞交國民政府主席蔣中正，並咨請於1947年（民國36年）元旦公佈、於同年12月25日施行。自此，中華民國結束訓政時期，正式進入憲政時代。
1947年，國民政府在南海畫十一段線时，為了紀念新憲法，將中沙群岛一個暗沙命名为憲法暗沙，憲法暗沙主島命名為民主礁；同年12月20日電飭全國各單位〈為廿五日為行憲紀念日應懸旗誌慶〉。民國52年（1963年），行政院通過內政部呈請將行憲纪念日列為國定紀念日，每年12月25日放假1日。

## 憲法内容
按照白哲士之憲法體例分類，中華民國憲法為典型的美系憲法，即憲法主體部分主要由三大部分構成，自由憲章（Constitution of Liberty）即人民權利；政府組織憲章（Constitution of Government）即政府權力制衡機制；以及主權憲章（Constitution of Sovereignty）即規定修憲手續以明確主權在民。另外，中華民國憲法另有地方制度和基本國策章節，以明確國家體制與國家施政原则。除前言外，全文共一百七十五條條文，計分十四章。

### 序言與總綱
中華民國國民大會受全體國民之付託，依據孫中山先生創立中華民國之遺教，為鞏固國權，保障民權，奠定社會安寧，增進人民福利，制定本憲法，頒行全國，永矢咸遵。
上述為序言，精簡而準確地說明了其制定機構（「國民大會」），其制定權力來源（「全體（中華民國）國民之付託」），內容制定之根據（「孫中山先生……之遺教」），制定目的（「為鞏固國權……增進人民福利」）等構成重要部分。
接續之第一章為總綱。依序提及中華民國的國體（「基於三民主義，為民有民治民享之民主共和國」）、主權之歸屬（「屬於（中華民國）國民全體」，或源自主權在民概念）、國民之定義（「具有中華民國國籍者」）、領土範圍（「中華民國領土，依其固有之疆域，非經國民大會之決議，不得變更之」）、國內各民族之（法定）地位（「中華民國各民族一律平等」）及國旗的法定樣式（「國旗定為紅地，左上角青天白日」）。

### 人民權利
在憲法學領域，人權包括消極權利（即人身權利）和積極權利（即受益權）。人權保障除了在第二章明文規定外，還體現在第十二章「人民四權」及第十三章基本國策部分。

#### 自由權利
該憲法列出之各項「民權主義」内容如下：
1. 人民平等：憲法規定“中華民國人民，無分男女、宗教、種族、階级、黨派，在法律上一律平等。”該說法涉及婦女權利、政教分離、民族平等、階级平等與黨派平等；父權、政教合一、一黨專政等因而與之牴觸。
2. 人身自由：全稱為「人民身體自由」，是一切自由的基礎，關係到了人身而為人的人性尊嚴，以及個人人格之自由發展。個人之人身自由若可由他人任意限制，憲法保障之基本權利將無法順利行使。因此，該憲法特別提及有關人身自由限制之相關法定保障原則。依憲法第8條之內容，除現行犯的逮捕由該國法律另外明訂，若要進行逮捕或拘禁，須經司法及警察等執法機關按法定程序執行，或者，若要進行審判，也只能由該國法院按法定程序執行；任何沒有明確法律依據的執法行為都被（該憲法）允許不予遵從。因犯罪嫌疑而被依法定程序逮捕拘禁之人，若有不服之處，也可聲請法院加以判斷該些執法行為之合法性與正當性等。相關內容也規定執行逮捕拘禁之機關，不得拒絕法院之「提審」。對於違反法律之執法行為，該憲法允許權益受執法行為影響者向該國法院聲請審理，且受聲請之法院不得拒絕之。該憲法規定，該國政府的所有作為和不作為，都必須有法律依據，以期避免掌控行政權力者任意侵害國民之（法定）權利，亦即所謂「法律保留」原則。該憲法第八條有關政府限制人民人身自由之條件，即法學理論所謂「法律保留原則的憲法保留」。
3. 居住遷徙自由：該憲法明定“人民有居住及遷徙之自由。”
4. 工作與財產權利：該憲法規定“人民之生存權、工作權及財產權，應予保障。”
5. 意見自由：在該憲法中，意見自由包含言論自由、著作自由、教學自由、表演自由、通訊自由、刊行自由等。在其第十一及十二條中，提及“人民有言論、講學、著作及出版之自由；人民有秘密通訊之自由”；新聞審查制度或新聞特許制度等因而與之牴觸。因此，在司法院釋字第644號解釋中，《人民團體法》禁止「主張共產主義、分裂國土」等之團體之成立有關內容，被判定為違反該憲法第23條比例原則中之必要性原則（「最小侵害性原則」），因而宣告該些法律條文內容因與該憲法抵觸而失效。對於講學自由相關條款，根據司法院釋字第450號解釋[30]，大學自治應予保障，政府不得干涉大学辦學自由。
6. 信仰自由：該憲法規定“人民有信仰宗教之自由。”
7. 集會結社自由：該憲法規定“人民有集會及結社之自由”。根據司法院釋字第644號解釋，建立宣扬共產主義和國土分裂主義的政黨也符合該憲法結社自由之規定，若該團體有違憲行為當依法處置，但不得預先阻止结社自由。
8. 人權救濟：憲法設置了人權救濟機制，“凡公務員違法侵害人民之自由或權利者，除依法律受懲戒外，應負刑事及民事責任。被害人民就其所受损害，並得依法律向國家請求賠償。”
9. 人權保障：憲法規定各項人權，“除為防止妨礙他人自由、避免緊急危難、維持社會秩序或增進公共利益所必要者外，不得以法律限制之。”及“凡人民之其他自由及權利，不妨害社會秩序公共利益者，均受憲法之保障。”即非上述明列之情形，不得以法律限制人權。相比之下，五五憲草則采取人權間接保障主義，即規定非以法律，不得限制人权。而後来在政協憲草制定時，依據中國共產黨提議，將原稿中之“非以法律不得限制之”更改為“不得以法律限制之”[31]，從而采取了人權的直接保障主義。
10. 該憲法的自由與人權的保障核心價值，在於使中華民國國民人格自由發展與健全、人性尊嚴、個人主體性等。

此外，該國釋憲實務承認的同屬該憲法保障的其他權利，包含隱私權、身體健康權、子女知悉血親權、契約自由權、環境保護權、名譽權、一般行動自由權、婚姻自由權、性行為自由權等。

#### 受益權利
受益權利，即國家對國民之義務，並非各國憲法均有，例如美國憲法並無規定受益權利。近代政治家暨法學家，制憲國大代表王世認為，人身自由權利属于個人主義範疇，盛行於自由主義國家；而受益權利属于社會主義範疇，盛行於福利（社會）主義國家。中華民國憲法在序言中將“增進人民福利”定為制憲目的之一，其規定的人民受益權利有：
1. 兒童受義務基本教育權利：憲法除了在第二章人民權利部分規定人民有受教育權之外，在第十三章第五節以整節内容專門規定了國家有興辦扶助教育事業之義務。對於公民受基本教育權，憲法规定“六歲至十二歲之學齡兒童，一律受基本教育，免纳学费。其贫苦者，由政府供给書籍。已逾學齡未受基本教育之國民，一律受補習教育，免納學費，其書籍亦由政府供给。”憲法還额外規定國民教育經費應優先編列，並要求對從事教育卓有成績的人士提供獎勵，對學行俱優無力升學的學生予以補助。
2. 弱势群體接受撫卹權利：憲法在第十三章第四節以整節内容保障弱者生存權。如規定“國家為謀社會福利，應實施社會保險制度。人民之老弱殘廢，無力生活，及受非常災害者，國家應予以適當之扶助與救濟。”對於衛生保健事業等國家福利事業也有詳盡規定。
3. 工人階级受國家特别保護權。對於勞工保護，如最低工資，工作時間，工傷保險，及女工童工保護等，均為工人階級權益保護範疇。中華民國憲法規定，“人民具有工作能力者，國家應予以適當之工作機會。”以及 “國家為改良勞工及農民之生活，增進其生產技能，應制定保護勞工及農民之法律，實施保護勞工及農民之政策。婦女兒童從事勞動者，應按其年齡及身體狀態，予以特别之保護。”對於勞資糾纷，憲法則規定“勞資雙方應本協調合作原則，發展生產事業。勞資糾紛之調解與仲裁，以法律定之。”
4. 邊疆地區人民受特别保障權。憲法第十三章第六節邊疆地區部分明定對於邊疆少數民族的教育、文化、交通、水利、衛生，及其他經濟、社會事業，给予特殊保障。

須注意者為：此類受益權利因多規定於憲法第十三章基本國策中，故人民原則上尚無法僅依據這些憲法規定，直接向國家請求具體的給付，須待國家制定相關法令設定受益條件與給付內容之後（如涉及國家資源分配重大事項，並應由立法院以法律形式作決定），人民方能依照該實踐憲法基本國策的法令產生具體的權利而能對國家為請求。但國家具有依這些基本國策條款制定法律與施政的義務，而依各基本國策條款的效力不同（見下述「基本國策」），國家如長期不制定法律或健全充實這些制度，則可能會受到程度不一的違憲指摘。

#### 参政權利
憲法還規定了人民的参政權，包括
1. 選舉、罷免、創、複決權。其中，創制權指人民為行特定事務，而要求政府立法保障規範之權；複決權則是人民要求政府修改或廢除法律之權[33]。此四項權利於第十二章中，進而詳细規定選舉的诸多事项，以确保選舉的直接、公正、公開；同時規定了罷免、創制;、複決之權力，以確保民權行使。
2. 應考試服公職之權。此即孫中山所提直接民權之一：考試權[34]。

總之，中華民國憲法既對主要人權采取列舉式保障，又對所有人權采取概括式保障，既有人身權保障又有受益權保障，並規定了人民的參政權。
| 類别     | 憲法规定                        | 對應條文 |
| -------- | ------------------------------- | -------- |
| 法官     | 法官須超出黨派以外              | §80      |
| 考試委員 | 考試委員須超出黨派以外          | §88      |
| 監察委員 | 監察委員须超出黨派以外          | 增§7V    |
| 國軍     | 全國陸海空軍須超出…黨派關係以外 | §138     |

### 政府組織與民意機關

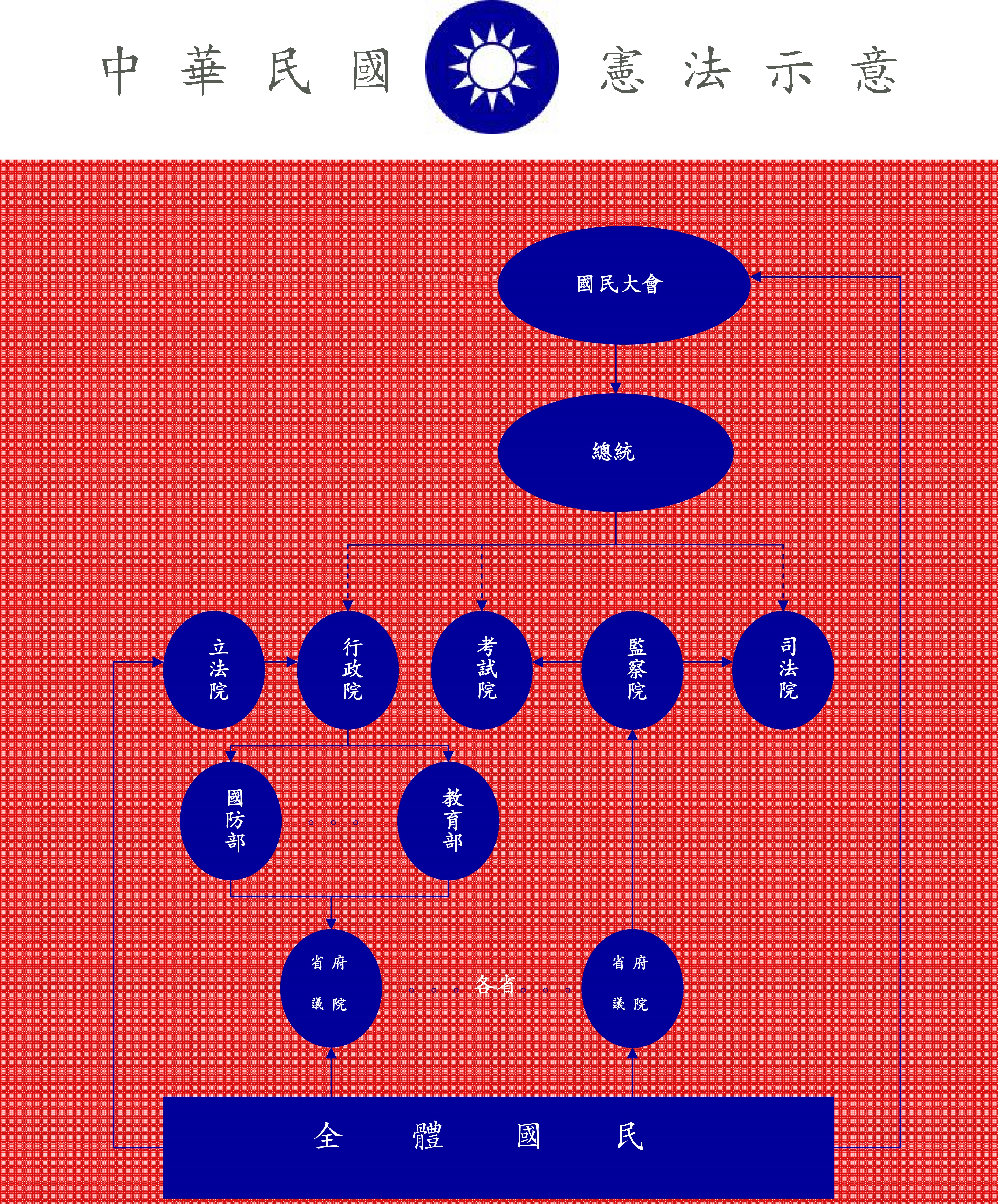
中華民國憲法示意圖，1946年制憲時狀態

中華民國憲法第三章至第十一章，對中央政府、中央民意機關、地方政府、中央與地方政府關係做出規範。中央政府組織整體依照孫中山五權憲法學說中之國民大會及五院的架構，但是其中各院權力之間的運作機制則是由張君勱設計。地方政府架構則依照孫中山學說中的省、縣二級地方制度寫入憲法。
| 機關     | 職能                                     | 對應美國聯邦政府   | 對應明清政府             |
| -------- | ---------------------------------------- | ------------------ | ------------------------ |
| 國民大會 | 選舉罷免總統、制定修改憲法、決定國土變更 | 選舉人團、憲法會議 | 無                       |
| 總統     | 國家元首                                 | 總統               | 皇帝                     |
| 行政院   | 行政、內閣                               | 內閣               | 軍機處／內閣大學士、六部 |
| 立法院   | 制定修改法律、同意重要決議、監督行政     | 眾議院             | 無                       |
| 司法院   | 解釋憲法及法律、司法審判、懲戒           | 最高法院           | 大理院／大理寺           |
| 考試院   | 铨叙、保障、撫卹、任免、考核、級俸       | 無，屬行政權       | 翰林院、科舉制度         |
| 監察院   | 人事同意、彈劾、糾舉、審計               | 參議院             | 都察院／御史臺、監察御史 |

#### 國民大會
第三章為國民大會，其構思来自於孫中山五權憲法中，仿效美国、法国等的「憲法會議」和「選舉人團」的精神，將其區别於普通國會，成為行使四權的政權機構。國民大會，自五五憲草以来一直是爭論焦點，期成憲草和政協憲草均圍繞國民大會問題激烈争論。據張君勱助手回憶，最终的憲法實質上是折衷方案。憲法之國民大會延長至每六年集會一次，且創制複決两權須等到全國過半縣行使此權方能生效。聶鑫認為，這兩項手段使得國民大會在行憲初期只有選舉罷免總統之權，而創制複決權事實上被凍结。
| 法案                                       | 國民大會组成     | 集會频率 | 職權                 |
| ------------------------------------------ | ---------------- | -------- | -------------------- |
| 五五憲草                                   | 民選國大代表     | 3年一次  | 政權機關             |
| 期成憲草                                   | 代表大會及議政會 | 3年一次  | 政權，治權機關       |
| 政協憲草                                   | 中央地方議會组合 | 3年一次  | 選舉機關             |
| 民國憲法                                   | 民選國大代表     | 6年一次  | 政權機關（創復延宕） |
| 依照現行憲法增修條文，國民大會已停止運作。 |                  |          |                      |

#### 總統
第四章為總統，憲法采取中國民主社會黨張君勱和中国共产党建議，采取内閣制和虛位總統。總統任免事項均須得立法院或監察院同意，且其簽署之命令需得到行政院長副署，故為虚位。事際上，中華民國憲法下的内閣制度，僅在嚴家淦擔任總統時（1975-1978）得以實施；其餘時間，政府抑或根據動員戡亂條款之規定采取總統制，抑或根據憲法修正案采取半總統制。

#### 五院政府

組織層級架構圖

第五至九章為與美國三權分立宪法相比最具特色的五院（行政，立法，司法，考試，監察）設置。依據孫中山構想，五院均為政府機關，並非議會；故他設想包括立法院在内的機構均为治權機構，以達到“人民有權”，“政府萬能”之效果。而實際憲法則依据中国共产党在政協會議上的建議，較大幅度修改孫中山的構想，憲法除了將立法院和監察院變為由人民直選或省議會選舉的國家議會機構外，另增加行政對立法負責，考試和司法人員任命需經監察院同意之規定；並在總統和五院之間相互有複雜的制衡機制（check-and-balance）防止權力濫用。
五院設置是孫中山五權憲法理論中最具特色的地方，而實際上在這部張君勱起草的憲法中，僅僅保留五權憲法的形式，而憲法的内核則是內閣制的三權憲法的架構，監察院和考試院的權力相較於五五憲草而言大大减少，立法院脫離國民大會制约，也不僅僅成為治權機關。
| 制度         | 憲法規定                                     | 對應條文  |
| ------------ | -------------------------------------------- | --------- |
| 最高行政機關 | 行政院为最高行政機關                         | §增3      |
| 信任制度     | 總統直接任命行政院長；立法院有覆議權和倒閣權 | §增3      |
| 負責制度     | 行政院對立法院負責                           | §增3      |
| 副署制度     | 總統發布法令須行政院長副署                   | §增3、§37 |

#### 國家體制

中央与地方权限，①中央專屬權：由中央立法並執行之，共13項（§107）②中央與地方執行權：由中央立法並執行之，或交由省縣執行之，共20項（§108）③省縣執行權：由省立法並執行之，又交由縣執行之，共12項（§109）④縣專屬權：由縣立法並執行之，共11項（§110）

依據憲法，中華民國為地方自治的單一制主權國家。憲法第十、十一章為中央和地方制度， 憲法對國家和省縣專屬權限采取列舉式陳述，並規定對於剩餘權凡属國家之事務由國家處理，凡属省縣之事務由省縣處理。中央集權、地方分權、中央對地方監督，此即孫中山均權主義。
按照憲法，地方採取省縣自治，蒙古西藏地方自治權另以法律定之，但取消了政協憲草裡中共力主實現的省縣即聯邦體制。

### 基本國策
第十三章為基本國策，此部分在五五憲草中缺乏外交政策和國防政策等，但根據政協憲草和中國共產黨建議，將政协決議的和平建國綱領部分濃縮後寫入憲法，使得政府施政有了可靠的法律依據。
基本國策分為六節，分别為國防、外交、經濟、社會安全、教育和邊疆地區。國防政策則明定為軍隊國家化，從法律上根絕政黨、軍閥操縱軍隊干涉政局的可能；外交政策則宣示國家的和平外交路線；經濟國策則體現孫中山民生主義内容，平均地權，節制資本，為國家經濟發展提供施政依據；社會安全部分則規定充分興辦國家福利事業，保護弱勢群體利益；憲法強調教育的重要性，明確將教育經費占國家預算比例定為不低於15%，另有對教育界師生之獎勵和補助措施，使得中國成為福利國家；邊疆地區部分則明示保障少數民族的自治權和各項事業發展的權利。學者聶鑫表示，基本國策的第三節「國民經濟」、第四節「社會安全」、第五節「教育文化」、第六節「邊疆地區」，均是同憲法的社會權有關。

基本國策的入憲，其適當與否，頗有爭議。荊知仁教授認為國家的政策，每須隨時配合時代與環境的需要，而為機動的適應。一旦將政策規定於憲法後，若因為需要的改變，而不時修改憲法，乃有害於憲法的固定性；若因為陳義過高，或是遭遇困難，而一時不能實行，亦有傷憲法的尊嚴。學者張千帆認為：「和任何法律一樣，憲法也有基本指導思想，但這並不表明任何重要的指導原則都必須寫入憲法，一般的國家政策就更不宜進入憲法。」他的理由，即憲法應為一部穩定的基本法。政策的變化，必然是要求政府去修憲。而這就影響了憲法的穩定性與權威性。張氏亦認為，憲法如同政治綱領一樣，也表達了若干基本的理想與目標。不過，「政治綱領不一定需要也不一定可能兌現」，而「憲法作為一部基本法的承諾則是一定要兌現的；否則，國家就失去了基本的誠信。」因此，他指出，「憲法不是政治綱領」。張氏在出版於2016年的著作中亦指出，憲法不應該面面俱到、包羅萬象。它「不是普通的政策宣言，不應該規定過多的經濟制度」，其也「不是政治口號，因而不應該規定過多的積極權利」。學者呂炳寬、項程華、楊智傑表示，根據孫中山的民生主義，《中華民國憲法》，是社會福利國家的憲法，而不完全是資本主義的自由經濟的憲法。他們認為，《耕地三七五減租條例》與《平均地權條例》，均是落實民生福利國原則的具體制度。不過，在社會的變遷下，做出釋字第579號與釋字第580號的司法院大法官，是以資本主義保護財產權的想法來看待此一問題。因此，他們即宣告《耕地三七五減租條例》的部分條文違憲。呂氏、項氏、楊氏認為，這「其實已經完全偏離了原本憲法的精神」。他們亦認為，德國與美國的憲法，均是資本主義的憲法，其欠缺特殊的基本國策的條文。而司法院大法官，是以德國與美國的憲法學說來解釋憲法，所以才發生問題。

但以上批評大多來自未受法學教育的政治學者、或來自以美國憲法文本為典範的學者、或者是對中華人民共和國憲法上基本國策的規定、效力與實踐情況不滿者，因其對基本國策的功能與效力常未有明確的分析，而將基本國策與憲法上其他具有直接拘束力的條款（人權條款與政府組織、權限條款），效力等量其觀、混為一談所致。
依臺灣公法學界的主流見解，通常是比照德國法學界自從威瑪憲法以來，對於憲法條文的規範效力所作的分類，將中華民國憲法中基本國策條款作不同的定性，使之發揮不同的功能。通常可將基本國策的規範效力分為下列四類：
（一）基本國策條款僅指出國家應有的努力方向，尚不致發生直接拘束國家公權力之法效用的「方針條款(Programmsätze)」或「國家目標條款(Staatszielbestimmung)」。例如：第141條、第146條、第158條、第166條、增修條文第10條第2項等。
（二）基本國策條款憲法作為對立法者的「憲法委託（或稱立法委託）」，立法者雖有相當大的審酌權限，但亦負有遵守該憲法指示（特別是應於相當期間內履行該委託）之立法義務。例如：第137條第2項、第143條第1項、第154條、第155條等規定。
（三）基本國策條款作為憲法對某些社會中已成形之制度，以擔保該制度存續之方式加以保障。立法者雖然可以因應社會需要而更易制度的內涵，惟此變動不得侵犯該制度的核心部分。例如：第138條至第140條、第155條、第157條。
（四）基本國策條款作為人民直接可以向國家請求之公法上權利。學者咸認僅第160條第1項為基本國策條款中唯一具有公法上權利之性質者。
另外，在司法院大法官釋憲實務上，於憲法第7條至21條所明文列舉以外的人民權利是否受憲法保障有疑義時，常會引用憲法基本國策條款的規定，與憲法第22條相結合，以強化該項權利作為憲法所保障的基本權利之說理依據；而即使在解釋憲法第7條至第21條明文列舉的人民基本權利時，也常引用基本國策的規定以充實與擴張權利內涵，並作為釋憲的指導原則和方向。
因此，憲法的基本國策條款因為通常無直接拘束力，因而給予了國家的政治與政策決定因民主原則作用的彈性空間與動力；但也並非只是單純的政策目標而毫無規範效力，而是作為基本的價值決定與解釋憲法、法律的指導原則，長期而抽象地發揮其功能，使違反基本國策的法律與政府政策，因此要受到更嚴格標準的檢驗。使基本國策所關懷的價值，不致因一時的政治或民意情勢而被模糊甚至實質上拋棄和遺忘。

### 憲法實施與修改
依照白哲士之學說，憲法修改權之歸属關係到國家主權之歸属，故需要明確規定，故憲法最後一部分即憲法之施行与修改程序，憲法规定修改程序为 

1. 由國民大會代表總额五分之一之提議，三分之二之出席，及出席代表四分之三之決議，得修改之。
2. 由立法院立法委員四分之一之提議，四分之三之出席，及出席委員四分之三之決議，擬定憲法修正案，提请國民大會複決。

即行使政權之國民大會為修憲機關。鑑於修改憲法程序之嚴格，中華民國憲法為剛性憲法。對於憲法施行，除了其詳细規定了憲法的施行程序和標準外，制憲國大與隨後改组容纳各黨派的看守政府國民政府還制定了諸如《憲法實施之準備程序》和《訓政结束程序法》等法律确確保憲法實施。

學者呂炳寬、項程華、楊智傑認為，《中華民國憲法》，應是屬於「成文憲法」、「剛性憲法」、「民定憲法」、「五權憲法」。至於它是屬於「規範性憲法」或「名義性憲法」，則可能是有所爭論。學者董保城與法治斌認為，《中華民國憲法》，在民國35年（1946年）12月制定後不久，即因為中華民國政府實際統治的領土範圍不及於中國大陸，並且因為該政府的《動員戡亂時期臨時條款》的頒布，而使得其本文的部分內容無法施行。所以該部憲法，在中華民國的動員戡亂時期，應是屬於「名目性憲法」。而現行的《中華民國憲法》及其增修條文，則是屬於憲法規範與憲政現實完全契合的「規範性憲法」。

## 行憲與修憲沿革

### 行憲與動員戡亂

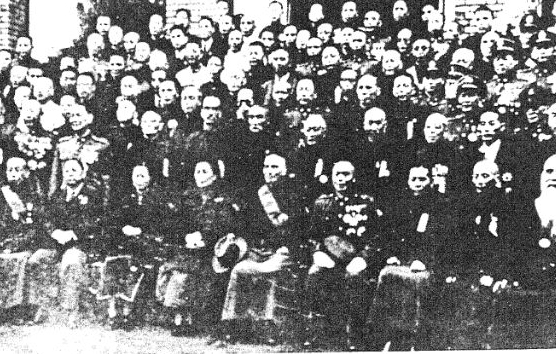
1948年行憲後第一屆中華民國政府人員

1947年（民國36年）4月，做為看守政府的國民政府改组，容纳各黨派參與，並準備行憲。此後於1947年（民國36年）11月至1948年（民國37年）1月間全國依照憲法選出了第一屆中央民意代表，包含由公民直接選舉的國民大會代表選舉、立法委員選舉及由省級議會間接選舉的監察委員選舉。
1948年（民國37年）3月29日，行憲後第一屆國民大會在南京召開第一次會議。因當時國共内戰已經擴大，為適應形勢，會議中首先啟動修憲程序，在4月18日議決通過《動員戡亂時期臨時條款》作為臨時憲法修正案。《臨時條款》在不改動憲法原文的情况下，以增修條文的方式凍结憲法部分條款，擴大了總統實施緊急處分的權限以方便政府進行作戰。而後會議也在4月20日至29日間舉行了第一任總統、副總統選舉會選舉蔣中正為總統，李宗仁為副總統。
1948年（民國37年）5月10日《動員戡亂時期臨時條款》由國民政府公布施行。隨後5月20日，蔣中正與李宗仁就任行憲首任總統、副總統，中華民國政府正式组建。惟同時由中國國民黨領導的中華民國政府在内戰中接連失利，1948年秋至1949年初的三大战役均由中国共产党取得勝利，政府有效統治區急據縮小。1949年（民國38年）年2月，中國共產黨中央委员会發布《中共中央关于废除国民党的六法全书与确定解放区的司法原则的指示》，正式在解放區內废除《中华民国宪法》等中华民国法统。《中国人民政治协商会议共同纲领》颁布、中华人民共和国成立後，中華民國憲法在中國大陸的法律地位逐漸被取代。
1949年（民國38年）年12月7日，中華民國政府遷往臺灣，中華民國憲法在臺灣、澎湖、金門、馬祖等由政府實際控制的領土中繼續施行，是中國歷史上施行時間最長的一部憲法。因實際控制領土縮小以及分治局勢的持久化，使憲法諸多規定產生窒礙難行之處。1954年（民國43年）1月，司法院大法官作成憲法解釋，中央民意代表在舉行下屆選舉之障礙現在尚未掃除前繼續行使職權，無須改選。2月16日，第一屆國民大會代表在臺北舉行第二次會議，決議已經超過原本時限的《動員戡亂時期臨時條款》繼續有效，且不再設定失效日期。此後《臨時條款》歷經四次修訂，其內容要點為規定總統在動員戡亂時期，得為緊急處分、設置動員戡亂機構、調整中央政府的行政機構及人事機構、訂頒辦法充實中央民意機構等，此外，並規定總統、副總統連選連任不受憲法連任一次的限制。
1990年（民國79年）3月爆發野百合學運，提出「廢除臨時條款」和「召開國是會議」等訴求。同年5月22日，李登輝在總統就職記者會上表示，計畫在一年內終止動員戡亂時期並廢止《動員戡亂時期臨時條款》，回歸正常憲政體制。
| 日期                                                  | 共同實施的憲制文件       | 中央政府所在地         | 時間      |
| ----------------------------------------------------- | ------------------------ | ---------------------- | --------- |
| 1947年（民國36年）12月25日－1948年（民國37年）5月10日 | 無                       | 南京                   | 4个月     |
| 1948年（民國37年）5月10日－1949年（民國38年）12月7日  | 《動員戡亂時期臨時條款》 | 南京、廣州、重慶、成都 | 1年6个月  |
| 1949年（民國38年）12月7日－1991年（民國80年）4月30日  | 《動員戡亂時期臨時條款》 | 臺北                   | 41年4个月 |
| 1991年（民國80年）5月1日至今                          | 《中華民國憲法增修條文》 | 臺北                   | 34年3个月 |

### 憲法增修條文

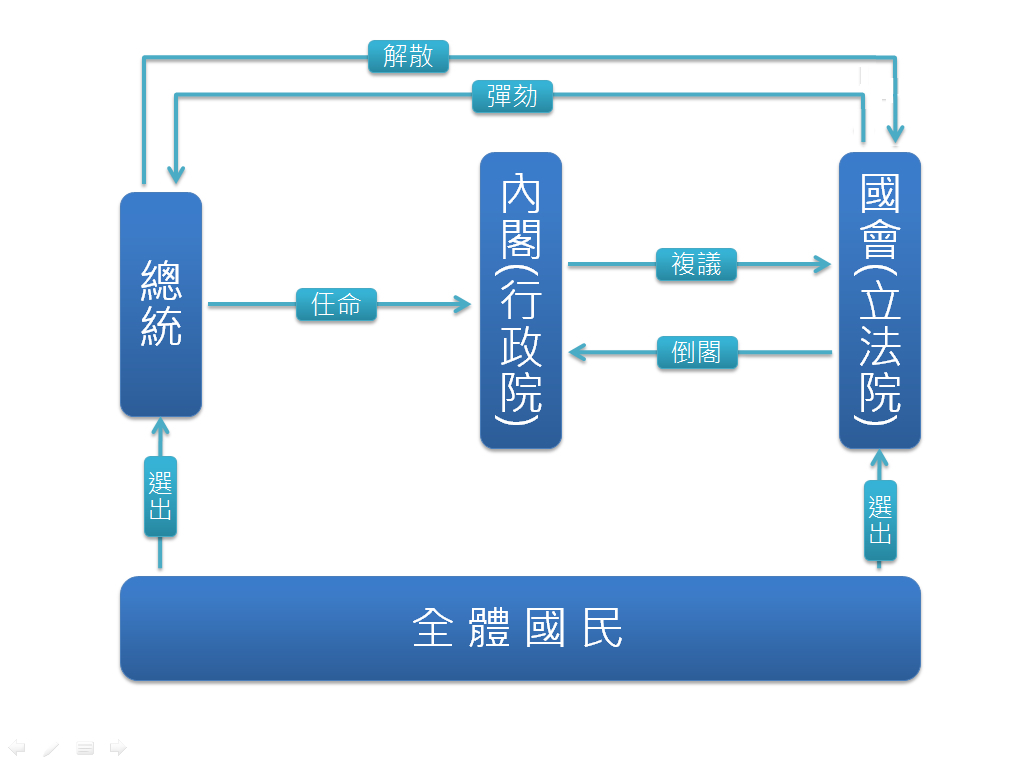
憲法增修之后，內閣制变为半總統制

1990年（民國79年）6月28日李登輝總統在其領導的執政黨中國國民黨與在野黨民主進步黨的支持下，召開了「國是會議」。會中達成修憲以《中華民國憲法增修條文》名之以及其他若干修憲程序之共識。因臺灣海峽兩岸分治現狀仍未改變，為適應現狀，憲法增修條文以修正案形式列出新規定，並將部分憲法條文凍結。憲法增修條文以另外文件的方式寫出，而非在憲法原文處改動，條次也與原本憲法分開列數，此種修憲方法是仿照美國憲法修正案。1991年（民國80年）4月，第一屆國民大會召開第二次臨時會，通過《中華民國憲法增修條文》並決議廢止《動員戡亂時期臨時條款》。依照國民大會諮請，李登輝總統於4月30日發布總統令，終止動員戡亂時期，並於隔日5月1日生效時，以總統令公告廢止《動員戡亂時期臨時條款》與施行《中華民國憲法增修條文》。
《中華民國憲法增修條文》制定後，李登輝時代共增修憲法六次，陳水扁時代增修憲法一次。現今實施之條文為2005年6月10日公佈之第七次增修條文。
| 憲法修正        | 重要內容 |
| --------------- | --- |
| 第一次          | - 明定第二屆中央民意代表產生的法源、名額、選舉方式、選出時間及任期。所有中央民意代表改由自由地區選舉產生。 - 賦予總統發布緊急命令的職權。 - 建立自由地區與大陸地區之觀念，並授權制定海峽兩岸關係相關法規。 |
| 第二次          | - 國民大會集會時，得聽取總統國情報告。國民大會代表自第三屆國民大會代表起，每四年改選一次。 - 總統、副總統改由自由地區公民選舉產生，任期改為四年。 - 司法院得組織憲法法庭。 - 司法院、考試院之人事同意權由監察院改為國民大會行使。 - 監察院改為非議會機關，選舉取消。其人事改由總統提名，經國民大會同意後任命。 - 擴大地方自治，省長與直轄市長改為直接民選。 |
| 第三次          | - 國民大會自第三屆起設議長、副議長各一人。 - 總統、副總統確定由自由地區公民直接選舉產生。 - 總統、副總統罷免案改由國民大會提出，經自由地區公民投票同意通過。 - 總統發布依憲法經國民大會或立法院同意任命人員的任免命令，無須行政院院長的副署。 |
| 第四次          | - 總統、副總統彈劾案改由立法院提出，經國民大會投票決定，並僅限於犯內亂、外患罪。 - 行政院院長改由總統直接任命無需立法院同意。 - 立法院可對行政院院長提出不信任案，不信任案通過後總統有權解散立法院重新選舉。 - 司法院設大法官15人，並以其中一人為院長、一人為副院長，自中華民國九十二年起實施；司法院大法官任期八年，不分屆次，個別計算，並不得連任。 - 凍結省級自治選舉，省設省政府、省諮議會，省主席、省府委員、省諮議會議員均由行政院院長提請總統任命之。省政府改為中央派出機關。 - 立法院立法委員自第四屆起由163人增至225人。 |
| 第五次          | （本次修憲經司法院大法官第499號解釋文判決失效） |
| 第六次          | - 國民大會改為任務型機關，有相關憲法修正案、領土變更案或正副總統彈劾案提出時才選出代表。 - 總統、副總統罷免案改由立法院提出，經自由地區公民投票同意通過。 - 副總統缺位時，改由立法院補選。 - 司法院、考試院、監察院等三院之人事同意權，由國民大會改為立法院行使。 |
| 第七次 （現行） | - 領土變更、憲法修正權改由自由地區公民投票決定，國民大會停止運作。 - 總統、副總統彈劾案改由司法院大法官召開憲法法庭審理。 - 立法委員自第七屆起，席次由225席減為113席，任期由3年改為4年，選制改為單一選區兩票制。 |
| 公民複決 未通過 | - 18歲公民權修憲案 - 憲法增修條文第1條之1，將公民權（包含選舉與被選舉權）的最低年齡調降為18歲。 |

### 增修後憲法的主要變化
| 憲法事項           | 憲法本文規定                                     | 現行增修條文規定                                     |
| ------------------ | ------------------------------------------------ | ---------------------------------------------------- |
| 國民範圍           | 包括法理與實際統治區域                           | 僅限於自由地區                                       |
| 政府體制           | 內閣制                                           | 半總統制                                             |
| 國民大會           | 議會，國民大會代表由全國人民直接選舉，任期六年   | 停止運作，政權由自由地區人民直接行使                 |
| 總統               | 國家元首，國民大會間接選舉，任期六年，得連任一次 | 國家元首，自由地區人民直接選舉，任期四年，得連任一次 |
| 行政院             | 內閣，院長由總統提名，經立法院同意後任命         | 內閣，院長由總統直接任命，立法院可對其提出不信任案   |
| 立法院             | 議會，立法委員由全國人民直接選舉，任期三年       | 一院制議會，自由地區人民直接選舉，任期四年           |
| 司法院             | 首長與大法官由總統提名，經監察院同意後任命       | 首長與大法官由總統提名，經立法院同意後任命           |
| 考試院             | 首長與考試委員由總統提名，經監察院同意後任命     | 首長與考試委員由總統提名，經立法院同意後任命         |
| 監察院             | 議會，監察委員由省級議會間接選舉，任期六年       | 首長與監察委員由總統提名，經立法院同意後任命         |
| 地方制度           | 省、縣二級自治                                   | 省制凍結（虛級化），直轄市、縣、市由中央政府直接管轄 |
| 修憲及領土變更程序 | 國民大會複決                                     | 自由地區公民複決                                     |

## 評價
1947年1月1日，在由北平市各機關於懷仁堂所舉行之新年團拜及慶祝憲法公布大會上，出席了制憲國民大會的胡適認為：
此中華民國之憲法，乃世界上最合乎民主之憲法。此憲法包括三權政治及五權政治之精華，其中更以五權憲法爲主幹。關於行政權，並未完全交國大管制，自極合理，蓋因國大六年始召開大會一次，立法院每年有八個月之會議，對國家一切法令之釐定修改，自能顧慮周密。憲法中規定國府各部門人選必須經立法院通過，亦甚合理。至行政院所頒佈之各種規章，如有不適宜之處，立法院有權反對，同時立法院通過之法規，行政院如認爲不適當時，亦可發回立法院再議，因此立法院推翻行政院似較困難。同時如其他各國之行政院總辭另組新閣等事，亦可少見。但亦不能謂爲無疵可擊，例如基本國策中規定之全國教育經費在中央應分佔百分之十五，在省佔百分二十五，縣佔百分之三十，但現在則規定全國教育經費百分之四，此誠憲法中「美中不足」。
1947年1月10日，中國共產黨黨員周恩來，在演說中認為：
馬歇爾將軍明知去年召開的蔣記「國大」，是破壞了政協決議及其程序的，但他却故意說它通過的獨裁憲法是「民主憲法」，其中主要部分均與政協原則相符合，且似已包括中共要求在內。這真是欺人之談。去年蔣記「國大」通過的獨裁憲法，其主要部分均與政協原則相反。政協主張保障人民自由，蔣憲則限制人民自由。政協主張保障少數民族自治權，蔣憲則取消少數民族自治權。政協主張省為地方自治最高單位，自訂省憲，實行地方均權主義，蔣憲則取消省憲，實行中央集權主義。政協主張中央政權實行聯合政府的責任內閣制，蔣憲則恢復「五五憲草」的總統獨裁制。馬歇爾將軍想以實行蔣憲、改組政府的辦法，算作結束一黨訓政，為蔣介石獨裁政府找出路，結果只會使它更加失信，更加孤立，絕對得不到人民擁護。
奉美國總統杜魯門之命使華的馬歇爾則是認為，「確已通過一部民主的憲法」、「主要方面均與政協會議決議之原則相符」。

學者黃炎東認為：「這一部五權憲法在臺灣的運作，雖然不能說是十全十美，但它卻創造了經濟奇蹟，繼而創造了政治奇蹟，為華人世界創造了民主政治的典範。」

2016年12月23日，在纪念中華民國憲法诞生70周年大會上，學者辛灏年對記者表示：《中華民國憲法》的制定成功，不簡單是一个草擬的問題，它也凝聚着35年中國知識分子的智慧。他稱該部憲法的制訂，不僅凝聚着南京國民政府對中國的貢獻，也凝聚着在北洋政府期間一些思想進步的知識分子的貢獻。他還說：這部憲法不是一部空洞或不能落實的文字憲法，其先後共有六次修訂，而且在修訂過程中有整個中國歷史所提供的經驗以及教訓可供参考，所以其進步性是毋庸置疑的。

## 發展
吕炳宽等學者認為，中華民國憲法生於中國大陸、長於臺灣，其諸多條款因不適應這一變化而產生諸多问题。例如，因憲法規定國民大會代表須全國人民直選，而鑑於情勢無法在大陸實施換屆選舉，故老國大代表任職终身而出現了“萬年國代”。隨後的憲法增修條文解决了這些迫切需要解決的問題，但仍有眾多條文遠離現實。
谢政道认为，未来中华民国宪法的演变有以下几种可能：
| 宪法演化可能 | 憲法演化方式 |
| ------------ | --- |
| 继续修宪     | 在保留原宪法框架下继续修宪，須經逾半數國民公民投票同意，因此具有難度。 |
| 第二共和宪法 | 顺应两岸现状，制定适合现实情况的第二共和宪法，把領土範圍限制為臺澎金馬。 同樣涉及修宪，須經逾半數國民公民投票同意，難度較高，會引起中華人民共和國一方在反分裂國家法當中的台獨爭議，對於台海現狀的風險也高。 |
| 臺灣憲法     | 制定以台灣為主體的新憲法，終結中華民國政權，建立完全以台灣為主體的正常國家。 因為此做法等於正式分割台灣與中國大陸在法律上的關係，尤其對於台海現狀的風險威脅最高。                                           |
| 恢复原文     | 完全恢復中華民國憲法原文。此做法可能面臨憲法既不適用於两岸現狀、也不符合兩岸三地民意的狀態。 |

## 中華民國憲法與兩岸關係
依據《中華民國憲法》，只有一個中國，中華民國擁有中國主權，領土及於全中國（依固有疆域），但是目前的統治範圍只及於自由地區（即台澎金马），不包括法理疆域的大陸地區，即一國兩區。前中華民國總統馬英九認為，兩岸不是國際關係，也不是國與國的關係，其關係是由中華民國憲法與法律規定，也就是互不承認主權、互不否認治權。
這個論述只存在台灣內部，未曾經過民主程序討論，由馬英九在台灣內部的公開場合多次談論。在國共兩黨會談或是兩岸協商之中，也都不曾提出這個說法。主要是因為中華人民共和國採取「一個中國」原則，不承認《中華民國憲法》及中華民國擁有中國主權的主張；相同地，中華民國也不承認《中華人民共和國憲法》及其主權主張。在這個架構下，排除兩個中國、一中一台、甚至是台獨，以避免两地的不滿。這種情況下，導致兩岸只有一個中國，就是中華民國或中華人民共和國，不能同時存在，又互相否定對方。
2008年3月28日，馬英九接受《自由時報》專訪，說：「中華民國的有效統治區域是台澎金馬，但根據憲法固有疆域還包括中國大陸，這就是憲法一中。」。這相當於台灣的一個中國原則，強調中華民國在台灣有統治權，擁有中國大陆主權，但是可以在不排除中華人民共和國對中國的主權的前提下，與中國大陸談判。在2015年兩岸領導人會面時，馬英九也向中共中央總書記習近平提出過這個說法。馬英九提出的主張，認為台灣與中國大陸，不是兩個國家；他將主權與治權分開，認為中國大陸與台灣是兩個對等政治實體，各自擁有治權，而避免討論主權問題。
2016年2月25日，中華人民共和國外交部部長王毅表示，希望蔡英文遵守「他們自己的憲法」承認一個中國。對於王毅的「憲法說」，中共中央台辦主任張志軍稱，不要誤讀王毅的說法，並稱對台方針沒有改變。另有消息指出大陸媒體接到中共台辦系統透過有關方面發來的指令，要求不得對王毅的「憲法說」進行報導。
台灣社等團體則發表聯合聲明，批評“王毅的說法只是中國對台灣統戰的再進化”。聲明表示，雖然蔡英文反覆強調將以「中華民國現行憲政體制」作為推動兩岸關係的基礎，但同時也表示要符合「台灣的民主原則以及普遍民意」。台灣社表示，“肯定中國這次願意承認台灣有‘他們自己的憲法’，但也請中國正視並尊重台灣民意，友善相待，承認‘台灣、中國，一邊一國’的事實”。
2020年9月所舉行的國民黨全代會當中，黨主席江啟臣提出八點論述，以「江八點」定調，強調以中華民國憲法為根基的九二共識也成為國民黨的新兩岸論述。

### 引用
1. ↑  .   [2019-03-25]. （原始内容存档于2019-01-05）.
2. ↑  .   [February 9, 2021]. （原始内容存档于2022-01-08）.
3. ↑  .   [2019-03-25]. （原始内容存档于2019-05-07）.
4. 1 2 3  李新總主編，中國社會科學院近代史研究所中華民國史研究室，韓信夫、姜克夫主編 (编). . 北京: 中華書局. 2011. ISBN 9787101079982.
5. ↑  杨敏华，中华民国宪法释论，台北：五南出版公司，2002
6. ↑  董必武参加，参见“建立宪政规模”＜新华日报＞1939年9月21日
7. ↑  .   [2009-01-09]. （原始内容存档于2007-10-23）.
8. ↑  荊知仁.  初版. 臺北市: 聯經出版事業公司. 1984: 頁429–430. ISBN 9570801220 （中文）.
9. ↑  荊知仁.  初版. 臺北市: 聯經出版事業公司. 1984: 頁433–437. ISBN 9570801220 （中文）.
10. ↑  王雲五.  臺初版. 臺北市: 臺灣商務印書館. 1965: 頁212–215 （中文）.
11. ↑  董保城、法治斌.  9版. 臺北市: 元照出版有限公司. 2024: 頁166–167. ISBN 9786263691971 （中文）.
12. 1 2  中华民国重要史料初编，第七编，战后中国
13. ↑  1923年1月2日，中國國民黨公布《黨綱》，包含了三民主义和五权宪法两个部分。
14. 1 2  李炳南，政治协商会议与国共谈判，永业出版公司
15. ↑  .   [2021-10-03]. （原始内容存档于2021-11-12）.
16. ↑  此事见张君劢助手蒋匀田所著，中国近代史转折点
17. ↑  （制宪）国民大会审议及通过宪草经过可参（制宪）国民大会秘书处编：《国民大会实录》，1946年版；最后通过“宪法”与政协宪草不同点可参陈茹玄：《中国宪法史》，（台北）文海出版社（影印）原：1947年版，第284—289页。
18. ↑  蒋匀田，中国近代史转折点，香港：友联出版公司，1976
19. ↑  蒋匀田，中国近代史转折点，页63
20. ↑  最终宪法几乎为政协宪草原本，除了有两点与政协宪草明显不同：一是国民大会恢复为有形组织，二是取消省宪。参见蒋匀田回忆录。
21. ↑  國民大會實錄 （页面存档备份，存于） 制憲會議 1946年12月出版 中編 第六章　中華民國憲法之制定 第五節　憲法實施之準備程序及憲法施行日期之議定 （乙）憲法施行日期之議定 第五七八頁
22. ↑  〈資源委員會各單位慶祝紀念節日辦法案〉，《資源委員會》，國史館藏，數位典藏號：003-010106-0016，P.72-73
23. ↑  〈行政院會議議事錄　臺第二○六冊八○七至八一○〉，《行政院》，國史館藏，數位典藏號：014-000205-00233-003，P.45
24. ↑  . 總統府公報. No. 1436 (總統府第三局). 1963-5-17: 1.
25. ↑  葉飛鴻 (编). . 國史館. : 340. ISBN 9570230959.
26. ↑  J.W.Burgess, Political Science and Comparative Constitutional Law,Boston: Ginn & Company,1900
27. ↑  .   [2011-06-04]. （原始内容存档于2011-05-14）.
28. ↑  王世杰，比较宪法，北京：商务印书馆， 1997
29. ↑  王世，比较宪法，中国政法大学出版社再版，2004，页84
30. ↑  司法院釋字第四五○號解釋, 1998-3-27
31. ↑  参见 中國共產黨代表吴玉章的发言，政治协商会议文汇，学习知识社，页64
32. ↑  王世，比较宪法，中国政法大学出版社再版，2004，页143
33. ↑  吕炳宽，中华民国宪法精义，台北：五南出版公司，2005
34. ↑  孙文，五权宪法，孙文全集
35. 1 2  孙中山，五权宪法，孙文全集，沪：卿云图书公司
36. ↑  蒋匀田，中国近代史转折点，香港友联出版社．1976年版
37. ↑  聂鑫. . 比较法研究 (中国宪政网).   [2009-01-25]. （原始内容存档于2009-06-14）.
38. ↑  同上注
39. ↑  政治协商会议与国共谈判，李炳南，永业出版社，1992
40. ↑  呂炳寬, 項程華, 楊智傑， 中華民國憲法精義，五南圖書出版股份有限公司，2007， 第222页
41. ↑  见孙中山所著，三民主义
42. ↑  政治协商会议纪实，重庆出版社，1989
43. ↑  聶鑫. . 香港: 香港城市大學出版社. 2017: 頁248. ISBN 9789629373085 （中文）.
44. ↑  荊知仁.  初版. 臺北市: 聯經出版事業公司. 1984: 頁470–471. ISBN 9570801220 （中文）.
45. ↑  謝居福. . 台南市: 台南應用科技大學數位典藏系統: 第14頁. 2009  [2024-11-02] （中文（繁體））.
46. ↑  張千帆. . 《華東政法學院學報》 (上海: 華東政法學院). 2005, (期3): 頁30 （中文）.
47. ↑  張千帆. . 《華東政法學院學報》 (上海: 華東政法學院). 2005, (期3): 頁31 （中文）.
48. ↑  張千帆. . 香港: 香港城市大學出版社. 2016: 頁44–45. ISBN 9789629372934 （中文）.
49. ↑  呂炳寬; 項程華; 楊智傑.  8版. 臺北市: 五南圖書出版股份有限公司. 2023: 頁215. ISBN 9786263662773 （中文）.
50. ↑  陳新民，中華民國憲法釋論，ISBN：9579723451
51. ↑  Burgess, Political Science and Constitutional Law
52. ↑  宪法之分类参见王世杰著，比较宪法，中国政法大学出版社再版
53. ↑  1947年4月，國民政府根据政协决议，改组政府，容纳青年党，民社党和其他各名流人士进入政府
54. ↑  呂炳寬、項程華、楊智傑.  8版. 臺北市: 五南圖書出版股份有限公司. 2023: 頁12. ISBN 9786263662773 （中文）.
55. ↑  董保城、法治斌.  9版. 臺北市: 元照出版有限公司. 2024: 頁4. ISBN 9786263691971 （中文）.
56. ↑  张玉法，中华民国史稿，联经出版事业股份有限公司，1997
57. 1 2  . lis.ly.gov.tw.   [2021-07-17]. （原始内容存档于2020-10-25）.
58. ↑  熊先觉，废除《六法全书》的缘由及影响，炎黄春秋，2007-3
59. ↑  .   [2021-07-17]. （原始内容存档于2021-07-19）.
60. ↑  謝政道，中華民國修憲史(第二版),揚智文化出版公司,2007
61. ↑  . 《華北日報》 (北平市). 1947-01-02: 版3 （中文）.
62. ↑  中共中央文獻編輯委員會編輯.  1版. 北京: 人民出版社. 1980: 頁264–265 （中文）.
63. ↑  Personal Statement by General Marshall, Jan.7,1947, Marshall's Mission to China, V.Two, Appendix S, Document 1, P.520
64. ↑  黃炎東.  初版. 臺北市: 臺灣商務印書館股份有限公司. 2014: 頁265. ISBN 9789570529036 （中文）.
65. ↑   （中文（中国大陆））.
66. ↑  吕炳宽等，中华民国宪法精义，台北：五南图书出版公司
67. ↑  可见于多种宪法文献，如谢政道，中华民国修宪史(第二版)，扬智文化出版公司，2007
68. ↑  . 新頭殼 Newtalk. 2013年10月10日.
69. ↑  . 新頭殼 Newtalk. 2012年12月26日.
70. ↑  田世昊、王寓中、陳杉榮、鄒景雯. . 自由時報. 2008-03-29  [2020-09-14]. （原始内容存档于2012-10-19）.
71. ↑  徐珮君. . 台灣蘋果日報. 2016-03-09  [2016-05-06]. （原始内容存档于2016-06-01）.
72. ↑  . 中國時報. 2016-02-27  [2016-05-06]. （原始内容存档于2016-05-02）.
73. ↑  賴昭穎. . 聯合報. 2016-02-27  [2016-05-06]. （原始内容存档于2016-02-28）.
74. ↑  .   [2020-09-14]. （原始内容存档于2019-04-14）.
75. ↑  . 自由時報. 2016-03-01  [2021-03-23]. （原始内容存档于2021-06-06）.
76. ↑  . 中時電子報  黃福其. 2020-09-02  [2020-09-02]. （原始内容存档于2020-09-02）.

### 書籍
- 呂炳寬，中華民國憲法精義，台北：五南圖書出版公司，2005， ISBN 978-957-11-4651-5
- 胡佛，中華民國憲法與立國精神，台北：三民書局， 1993， ISBN 978-957-14-2039-4
- 王世，比較憲法，北京：商務印書館， 1997， ISBN 978-7-100-02662-8
- 楊敏華，中華民國憲法釋論，台北：五南圖書出版公司，2002， ISBN 978-957-11-3133-7
- 謝政道，中華民國修憲史，台北：揚智文化事業股份有限公司，2001， ISBN 978-957-818-263-9
- 國民大會秘書處，國民大會實錄（制憲），國民大會秘書處編，1947
- 中村元哉：〈战时中国的宪法制定史（页面存档备份，存于）〉。
- 許志雄、薛化元主編，中華民國憲法七十年，台北：國立中正紀念堂管理處，2017，ISBN 978-986-054-774-0

## 附註
1. ↑  「憲法修正案」得到公民投票同意後，立法院並不會真的修改《憲法》，但會訂定所謂的「增修條文」。經立法院承認有效的「增修條文」即享有跟《憲法》同等級的法律地位，可視為《憲法》的「附屬條款」。

## 外部連結
- 憲法簡介（页面存档备份，存于）　中華民國總統府
- 憲法本文（页面存档备份，存于）　中華民國總統府
- 中華民國憲法（页面存档备份，存于）　中華民國司法院大法官
- 司法院大法官释宪（页面存档备份，存于） 中華民國司法院大法官
- 1946年南京制宪国民大会电影纪录片（页面存档备份，存于） 中华民国中央电影摄影场摄制

| 先前文件： 《中华民国训政时期约法》 （中華民國國民政府） | 中国大陆宪法性文件 1947年（民國36年）12月25日－1949年（民國38年）9月30日 （中華民國政府） | 後繼文件： 《中国人民政治协商会议共同纲领》 （中华人民共和国中央人民政府） |
| 先前文件： 《中华民国训政时期约法》 （中華民國國民政府） | 臺澎金馬憲法性文件 1947年（民國36年）12月25日至今 （中華民國政府）                        | 現行文件 與《中華民國憲法增修條文》一起實施 （中華民國政府）               |